# Бузівська сільська громада
Бу́зівська сільська об'єднана територіальна громада — колишня об'єднана територіальна громада в Україні, в Жашківському районі Черкаської області. Адміністративний центр — село Бузівка.
Площа громади — 62,65 км², населення — 2047 мешканців (2018).
Утворена 16 серпня 2017 року шляхом об'єднання Бузівської та Зеленорізької сільських рад Жашківського району.
Ліквідована в 2020 році шляхом приєднання до Соколівської сільської громади.

## Склад
До складу громади входять:
| Населений пункт   | Населення, осіб (1989) | Населення, осіб (2001) |
| ----------------- | ---------------------- | ---------------------- |
| Бузівка, село     | 2278                   | 2084                   |
| Зелений Ріг, село | 733                    | 614                    |